# Hathliodes persimilis
Hathliodes persimilis là một loài bọ cánh cứng trong họ Cerambycidae.